# Ozodicera (Ozodicera) pectinata
Ozodicera (Ozodicera) pectinata is een tweevleugelige uit de familie langpootmuggen (Tipulidae). De soort komt voor in het Neotropisch gebied.